# Signoressa
Signoressa è una frazione del comune di Trevignano, in provincia di Treviso.

## Geografia fisica
È l'abitato più orientale del comune e sorge lungo la direttrice Treviso-Montebelluna, in un'area pianeggiante non molto lontana dal Montello.
L'approvvigionamento idrico del territorio, naturalmente povero di acque, è garantito dal canale della Vittoria di Ponente, che scorre a sud, e dal canale di Caerano, a nordovest, opere artificiali derivanti dal Piave.

## Origini del nome
Si ipotizza che "Signoressa" rimandi a una potente e facoltosa nobildonna del luogo. L'antico "Posnuovo" potrebbe invece riferirsi a una sorgente, attorno alla quale si sarebbe formata una prima comunità.

## Storia
Signoressa è l'abitato più recente del comune e se ne fa risalire l'origine al basso medioevo. La prima citazione la ricorda con il toponimo Posnuovo ed era direttamente sottoposta alla podesteria del comune di Treviso (analogamente a Musano e diversamente da Trevignano e Falzè, comprese nel distretto di Montebelluna).
Era allora un centro assai povero e scarsamente abitato, con una forte presenza ecclesiastica. Non gli giovò certamente la posizione lungo la via Feltrina, che lo esponeva ai devastanti passaggi degli eserciti.
Solo con l'arrivo della Serenissima cominciò un periodo di pace e prosperità. All'epoca Signoressa rimaneva compresa nella podesteria trevigiana come parte del quartiere Campagna di Sotto.
Con l'arrivo di Napoleone divenne comune autonomo, soppresso nel 1810 per divenire frazione di Trevignano.
Durante la Grande Guerra ospitò alcune installazioni militari preparate per un'eventuale invasione austriaca.

## Monumenti e luoghi d'interesse

### Chiesa parrocchiale
Intitolata all'Assunta e a Sant'Osvaldo, era in origine una cappella dipendente dalla pieve di Postioma. Per secoli fu inoltre legata alla chiesa di Musano, e non mancarono per questo attriti attorno alla riscossione del beneficio.
Nel 1480 i fedeli, ridotti in miseria dopo una serie di catastrofi naturali, si rifiutarono di finanziare la luminaria che ardeva perennemente nell'edificio sacro. In risposta, il vescovo di Treviso vi impedì qualsiasi funzione religiosa, divieto che fu tolto solo nel 1564.
Durante la visita pastorale del 1603, monsignor Luigi Molin osservava che la chiesa si trovava in pessime condizioni, praticamente semiabbandonata. Nel 1777 le cose non risultavano cambiate di molto sicché si cominciò a progettare una nuova parrocchiale.
L'attuale edificio fu innalzato tra il 1854 e il 1858, sebbene le decorazioni interne siano del 1910-1912. Si ebbe inoltre un ampliamento nel 1929, consistente nell'aggiunta delle due navate laterali. Altri importanti restauri si ebbero negli anni sessanta, in occasione del centenario. Il campanile fu invece realizzato tra il 1896 e il 1901.

### Chiesa di Sant'Elena
In località Colmello Sant'Elena, si affaccia sulla Feltrina poco prima del centro, venendo da Treviso. L'intitolazione a Sant'Elena Imperatrice, madre di Costantino, fa pensare a un'origine antichissima, forse fondata da alcuni militari romani attorno al IV secolo. Annesso alla cappella era un ospizio per soldati e viandanti, demolito nel Cinquecento.

## Cultura

### Eventi
- Agost Bier Fest - agosto;
- Festa del Patrono - 5 agosto;
- Festa dell'Assunta - 15 agosto[2];

## Economia
La presenza della linea ferroviaria Treviso-Montebelluna e della statale Feltrina rendono il paese la zona più idonea per qualsiasi tipo di insediamento produttivo-industriale.
Il centro di Signoressa è quello che ha sviluppato un'offerta di servizi terziari maggiore nel comune e che soddisfa in una certa misura anche il fabbisogno esterno. Lungo la strada S.348 infatti, si sono insediati una serie di punti vendita di grande dimensione e di interesse interprovinciale.
Resta comunque importante l'agricoltura, praticata soprattutto nelle zone adiacenti alla Feltrina, grazie alle grandi distese di terreni coltivabili.
La società Contarina è autorizzata all'esercizio dell'impianto di compostaggio aerobico per il trattamento del rifiuto organico per la produzione di compost: attivo dal 2001 per trattare il rifiuto umido e vegetale, è stato oggetto di un’importante opera di riqualificazione e ampliamento nel settembre 2018 ed è in grado di gestire circa 73.000 t all’anno (di cui più di 44.000 t/anno di rifiuto umido e oltre 28.000 t/anno di vegetale), con una produzione prevista di compost pari a circa 26.800 t/anno.

## Infrastrutture e trasporti
Il paese è attraversato dalla strada regionale 348 Feltrina, ex strada statale, che collega direttamente Treviso a Feltre. Altra strada di rilievo è  l'ex strada provinciale 69 Schiavonesca, che incrocia la precedente in corrispondenza del centro.
È inoltre servito, sin dal 1886, della stazione di Trevignano-Signoressa, posta lungo la ferrovia Montebelluna-Treviso.